# 楊梅の滝
楊梅の滝（ようばいのたき）は、滋賀県大津市にある滝である。ヤマモモの滝、白布の滝、布引の滝とも呼ばれる。

## 概要
一帯は、琵琶湖国定公園の特別地域で、白亜紀の花崗岩層を流れ落ちる段瀑である。上から雄滝（おだき：40m）、薬研の滝（やけんのたき：21m)、雌滝（めだき：15m）からなり、総合落差76mは、滋賀県内では1位とされる。
1554年に足利義輝が訪れた時に、楊梅の滝（やまもものたき）と名付けたとされ、今日では、音読みで（ようばいのたき）と読むのが一般的である。雄滝と雌滝の主は、大蛇の夫婦だという昔話がある（志賀町むかし話）。

## アクセス
JR湖西線・北小松駅から、比良げんき村（北西方面）を通り過ぎた所にある。なお、雄滝、薬研滝へのルートは、「エア・レスキューポイント 縦走1」の立て札がある本格的な登山道である。

## ギャラリー

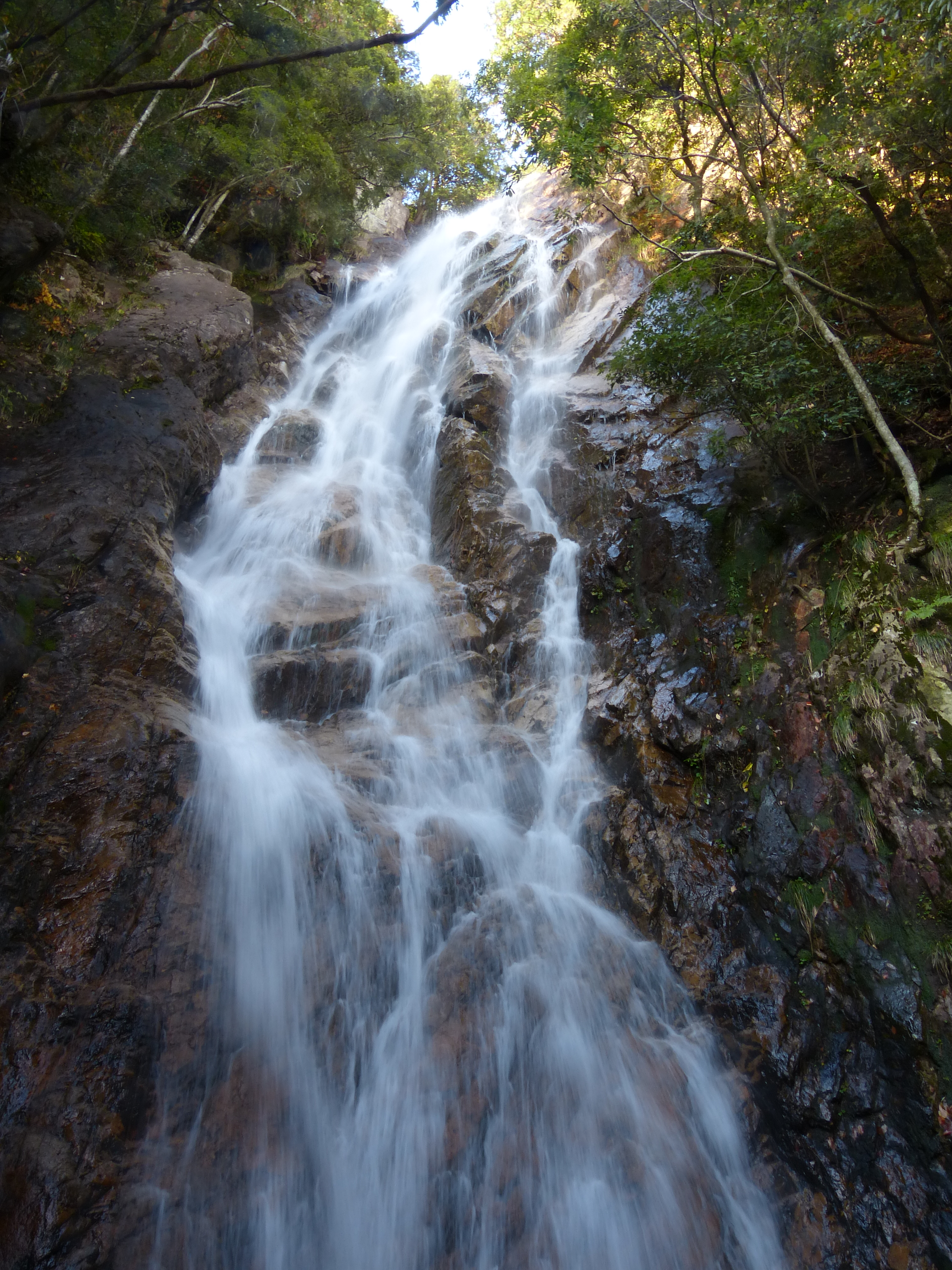
間近で見る雄滝
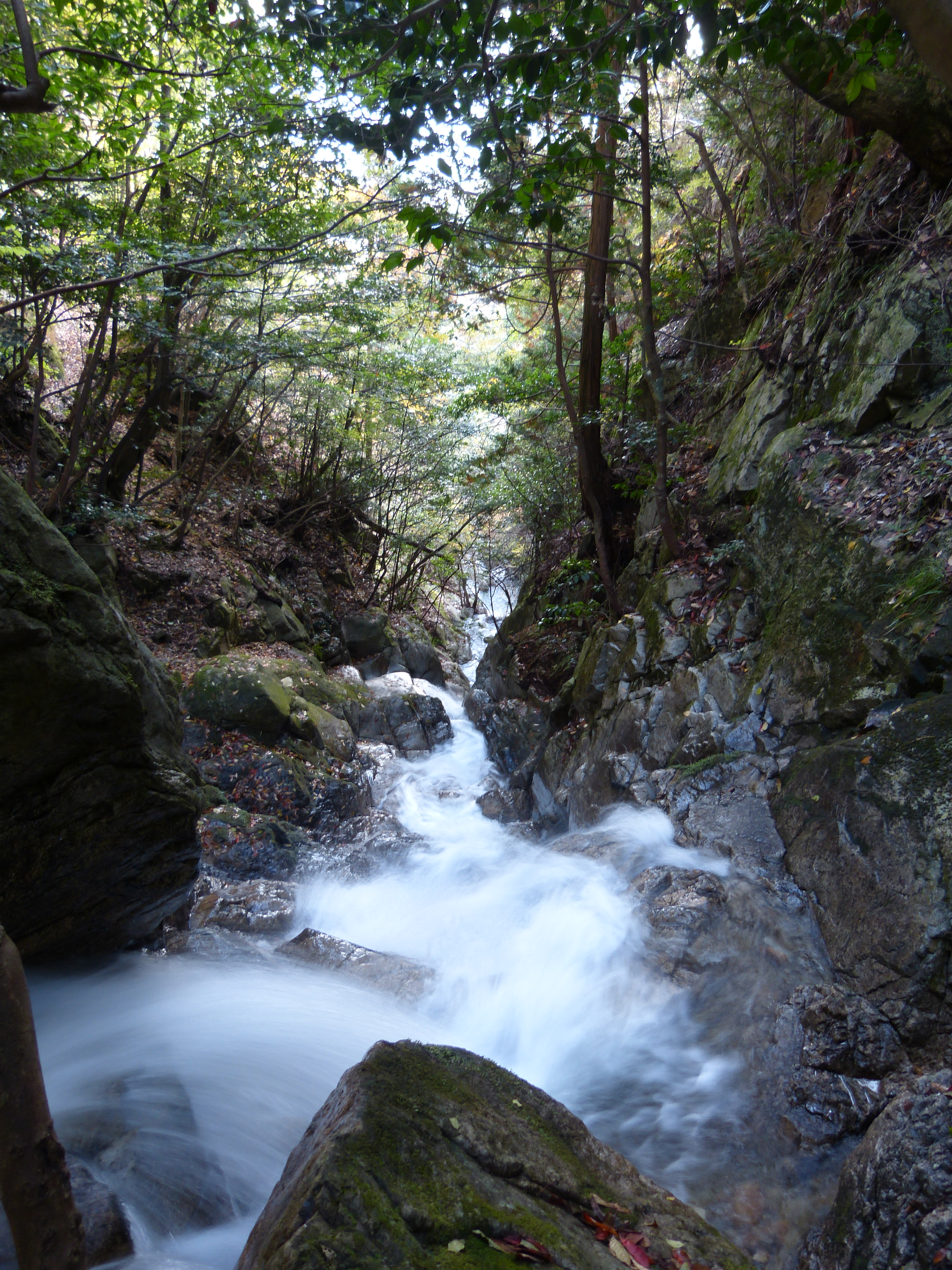
上から見る薬研の滝
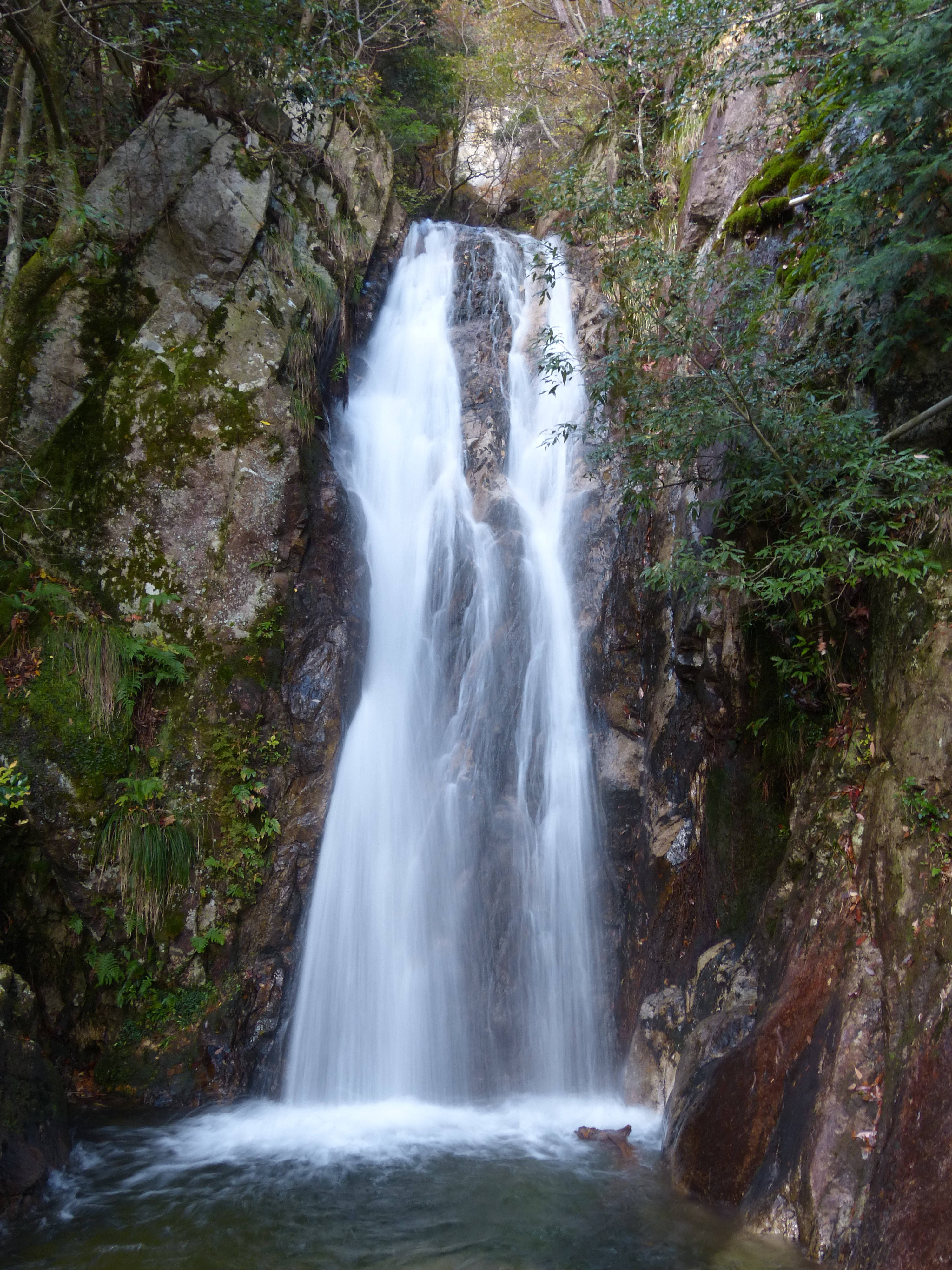
普段着でも見に行ける雌滝